# 2MASS
2MASS(Two Micron All-Sky Survey)는 천구 전체 영역을 적외선으로 조사한 천체 목록이다. 1997년부터 2001년까지, 애리조나주 홉킨스 산의 프레드 로렌스 위플 천문대(Fred Lawrence Whipple Observatory)는 북반구, 칠레에 셀로 톨로로 인터 천문대(Cerro Tololo Inter-American Observatory)는 남반구를 관측했다. 관측은 주로 거의 2μm 근처에 짧은 적외선 주파수 대역에서 이루어졌다.
2MASS는 태양계의 소행성체, 갈색왜성, 성운, 성단과 은하를 포함한 3억개가 넘는 천체를 관측했다. 약 100만개의 천체들은 2MASX(2MASS Extended Source Catalog)에 따로 분류되었다.

## 관측
2MASS의 관측은 주로 프레드 로렌스 위플 천문대와 셀로 롤로로 천문대의 1.3m 구경의 망원경으로 관측되었다. 각 망원경은 모두 256x256 크기의 텔루트화수은 카드뮴(HgCdTe)탐지기를 통해 J 영역(1.25μm), H 영역(1.65μm), K 영역(2.17μm)을 동시에 관측할 수 있다. 북반구 관측은 1997년 6월에 시작되었으며, 남반구 관측은 1998년 5월에 시작되었다.

## 성과
2MASS 목록은 2003년을 마지막으로 업데이트되었으며 관측 자료는 IRSA(Infrared Science Archive)에 저장되어 있다.
2MASS의 성과는 다음과 같다.
- 우리 은하 회피대에 있는 은하 탐지
- 갈색왜성 탐지. 2MASS는 총 173개의 갈색왜성을 발견했다.[3]
- 적은 질량의 항성에 대한 광범위한 조사
- 탐지된 모든 항성과 은하들 분류

2MASS는 컴퓨터 프로그램을 통해 평균 14등급의 한계 등급에서 3억개 이상의 점광원을 분류하였다.

## 관측 데이터 공개
현재 관측 데이터와 이미지는 모두 공개되어 있으며 누구나 온라인으로 관측 결과에 접근할 수 있다.
- 2MASS Sampler : 1998년 12월 북반구 밤하늘(63 평방도)의 데이터
- First Incremental Release : 1999년 5월 북반구의 밤하늘(2483 평방도)의 데이터
- Second Incremental Release : 2000년 5월 북반구와 남반구의 밤하늘(19,600 평방도)의 데이터, 전체 천구 면적에 47%
- All-Sky Data Release : 2003년 3월 천구 전체 면적에 99.998%의 데이터